# Maud Dolsma
Maud Dolsma (Heerenveen, 11 april 1984) is een Nederlandse actrice en politica.

## Biografie
Dolsma studeerde in 2008 af aan de Toneelacademie Maastricht. Tijdens haar opleiding speelde Dolsma bij Het Noord Nederlands Toneel, De Theatercompagnie, Het Zuidelijk Toneel en Toneelgroep Oostpool. 
In Flikken Maastricht speelde zij 11 seizoenen de rol van Fleur de Keyzer-Wolfs, dochter van Floris Wolfs.

## Politiek
Sinds de gemeenteraadsverkiezingen 2018 is Dolsma gemeenteraadslid van de gemeente Arnhem namens GroenLinks.

## Filmografie
- 2001      - Spangen (televisieserie) - als Roos Verweij in seizoen 3, aflevering 3: Meisjes
- 2001      - Drift - Liesbeth
- 2007-2017  - Flikken Maastricht (televisieserie) - Fleur de Keyzer-Wolfs
- 2009      - De Storm - vriendin van Julia
- 2009      - Julia's Hart - onbekend
- 2012      - Süskind - vrouw met baby
- 2012      - De Meisjes van Thijs - Aletta

## Toneel
- 2014       - Beschuit met muisjes
- 2016       - Alice in wonderland